# 埃内斯托·坎托
埃内斯托·坎托（西班牙語：Ernesto Canto，1959年10月18日—2020年11月20日），墨西哥男子田径运动员。他曾代表墨西哥参加1984年、1988年和1992年夏季奥林匹克运动会田径比赛，其中1984年奥运会获得一枚金牌。